# 796
796 (DCCXCVI) fue un año común comenzado en viernes del calendario juliano, en vigor en aquella fecha.

## Acontecimientos
- España: Al-Hakam I sube al poder como emir independiente de Al-Ándalus.
- Fomentadas por los escritos del Beato de Liébana, se desarrolla un movimiento contrario al colaboracionismo de Elipando, arzobispo de Toledo.
- Al-Hakan I remonta el río Ebro alcanzado Las Bardulias que saquean alcanzando las costas cantábricas.
- Bulgaria: Kardam accede al kanato.

## Fallecimientos
- Hisham I, segundo emir independiente de Al-Ándalus
- Offa de Mercia, rey del reino de Mercia
- Ecfrido de Mercia, rey de Mercia.